# Егоров, Николай Михайлович (Герой Социалистического Труда)
Николай Михайлович Егоров (1910—1974) — деятель советской оборонной промышленности, Герой Социалистического Труда (1961). Лауреат Государственной премии СССР (1973).

## Биография
Родился 19 декабря 1910 года в деревне Большой Двор Тверской губернии. Рано остался сиротой, был вынужден работать. С 1926 года жил в Ленинграде, окончил школу фабрично-заводского ученичества и работал на Ленинградском заводе оптического стекла. В 1935 году Егоров окончил Ленинградский инженерно-экономический институт и направлен на работу на ленинградский Государственный оптико-механический завод (ГОМЗ). Отслужив срочную службу, продолжал работу на заводе в качестве заместителя начальника, начальника цеха.
Участвовал в боях Великой Отечественной войны в составе Ленинградской армии народного ополчения, был тяжело ранен под Лугой и уволен из Вооружённых Сил СССР. С 1942 года жил и работал в эвакуации в Марийской АССР.
С декабря 1946 года возглавлял цех пластмасс, цех № 003, планово-производственный отдел Красногорского завода № 393 Министерства вооружения СССР (впоследствии — Красногорского механического завода). На этом заводе производились танковые прицелы, инфракрасные и оптические приборы, электронные микроскопы, фотоаппараты. В 1952—1953 годах был директором Московского завода «Геофизика», в 1953—1965 годах — директором Красногорского механического завода. За время его руководства завод освоил производство радиоаппаратуры для управления ракетами, ряда высокоточных фотокамер, увеличив количество выпускаемой продукции более чем в 4,5 раза. Коллектив завода принял активное участие в разработке первого искусственного спутника Земли, разработав уникальную фотокамеру для него. Продукция предприятия многократно представлялась как на союзных, так и на международных выставках, отмечалась престижными наградами.
Указом Президиума Верховного Совета СССР от 17 июня 1961 года за «выдающиеся заслуги в создании образцов ракетной техники и обеспечении успешного полета человека в космическое пространство» Николай Михайлович Егоров был удостоен звания Героя Социалистического Труда с вручением ордена Ленина и медали «Серп и Молот».
В апреле 1965 года был переведён на работу в Министерство оборонной промышленности СССР, возглавил 2-е Главное управление этого Министерства.
Скончался 27 сентября 1974 года, похоронен на Введенском кладбище (29 уч.).
Лауреат Государственной премии СССР 1973 года. Был награждён двумя орденами Ленина, орденом Октябрьской Революции, двумя орденами Трудового Красного Знамени, двумя орденами «Знак Почёта», а также рядом медалей.

## Память
- В честь Егорова названа улица в Красногорске[2].
- В честь Егорова был назван знаменитый фотоаппарат «Зенит-Е».